# Cephalotropis
Cephalotropis és un gènere extint de cetacis de la família dels cetotèrids que visqueren a l'oceà Atlàntic durant el Miocè superior, fa entre 7,2 i 11,6 milions d'anys. Se n'han trobat restes fòssils als Estats Units i Portugal. Les espècies d'aquest grup eren cetotèrids de mida mitjana i els únics representants d'aquesta família en els quals l'amplada de la fossa temporal no ultrapassava la seva llargada. El nom genèric Cephalotropis significa ‘cap de quilla’ i es refereix a la forma de la regió occipital.